# Выкуп пленных из Орды
Выкуп пленных из Орды — организованный государством (княжествами Северо-Восточной Руси, потом Великим княжеством Московским и Русским царством, а затем Российской империей), с участием церкви и частных лиц, процесс выкупа из плена в Золотой Орде (а после распада Золотой Орды из Ногайской Орды, Крымского ханства, Астраханского ханства и Казанского Ханства) пленных, захваченных в ходе войн и набегов. Кочевниками захватывались в плен как военные, так и гражданские люди с целью получения выкупа (за знатных и богатых пленных) и/или рабовладения (за простолюдинов).
Подсчитать всех уведённых «в полон» за время ига и после него невозможно, но есть приблизительные оценки: так по подсчётам историка Алана Фишера, из русских земель на протяжении XIV—XVII веков было угнано в плен около трёх миллионов человек.

## Выкуп пленных до появления Орды
Первое летописное упоминание (в российских источниках) о порядке выкупа пленных даётся в известном договоре Киевской Руси с Византией, заключенном в 911 году (подписан со стороны русов князем Олегом, а со стороны греков — императором Львом VI).

Вероятно явился результатом похода князя Олега на Царьград, состоявшегося в 907 году — Русско-византийская война (907). 
Если русскому или греку случится быть в какой-нибудь стране, где будут невольники из русских или греков, то он должен выкупить их и доставить в их страну, где ему будет выплачена выкупная сумма; военнопленные также возвращаются на родину, а взявший их в плен получает обыкновенную цену невольника. Русские могут добровольно поступать на службу к греческому императору. Если русские невольники будут приведены на продажу к грекам или наоборот, то они продаются по 20 золотых и отпускаются на родину… 
Здесь также впервые указана цена на выкупаемых рабов — 20 золотых монет. Речь, видимо, идет о солидах, основной золотой монете Византии, что составляет около 90 граммов золота — в два раза выше принятой тогда «среднерыночной» цены раба.

В 945 году («В лето 6453») договор был обновлен императором Константином с князем Игорем: 
За тех же, кого приведет Русь пленными, взятыми из нашей страны, за юношу или девицу дадут 10 золотых и выкупят пленника; если же пленный средних лет, то заплатят за него 8 золотых и выкупят его; если пленный старик или ребёнок, то дадут за него 5 золотых. Если же окажется кто из Руси обращенными у греков в рабство как пленный, то будет выкуплен Русью за 10 золотых; если же гречин его купил, то следует ему дать присягу перед крестом и взять ту цену, которую он дал за него.
Здесь цена уже в два раза меньше, возможно из-за того что последний поход русов на Константинополь был не столь удачен — Русско-византийская война (941—944).

## Захват пленных

### Золотая Орда (1237—1483 годы)
Монгольское нашествие на Русь в 1237—1240 годах состояло из трёх походов войска Батыя. Эти походы не только опустошили страну в экономическом отношении, но и обескровили её, ведь захватчики перебили или угнали в плен огромные массы населения. Достаточно привести слова итальянского путешественника Вильгельма де Рубрук (также известен как Гильом де Рубрук) от 1253 года: «Руссия… вся опустошена татарами и поныне ежедневно опустошается ими… Когда русские не могут дать больше золота или серебра, татары уводят их и их малюток, как стада, в пустыню, чтобы караулить их животных». Количество угнанных пленных установить невозможно, так как даже о численности войска Батыя есть три разные приблизительные оценки историков: от 30 до 40 тыс., от 50 до 70 тыс. и от 120 до 150 тыс. воинов. С учётом весенней распутицы и напряженного графика боевых действий монгольского войска, двух резких изменений в планах ордынцев (двухнедельная оборона Торжка, поворот обратно в степь и потом семинедельная оборона Козельска) это может быть и 40, и 90 тысяч пленных, но вряд ли больше.
Тогда же появляются первые смутные упоминания о том, как выкупались пленные из Орды. Не появляясь в Орде лично (под предлогом того, что Новгородская земля не была побеждена Ордой) в течение четырёх с лишним лет (1243—1247), Александр Невский именно в этот период спасает русских пленных, «посылая к царю в Орду за люди своя, иже племени быша от безбожных татар. И много злата и сребра издава на пленник их, искоупая от безбожных татар, избавляя их от бед и напасти». Позже выкупом пленных из Орды занимались московские князья, особенно Иван Калита и Симеон Гордый — таким способом они увеличивали население своей вотчины.
В летописных рассказах, как правило, лишь констатируется факт нападения золотоордынских войск на какой-либо район или город, иногда удается проследить их примерное движение по русской территории. Во многих походах проявляется одна особенность: ордынские военачальники сначала выполняют поставленную цель — наказывают непокорного удельного князя и громят его город, сжигают окрестности, а затем занимаются грабежом сельской округи в доступных пределах. Первая часть — официальное правительственное задание, а вторая — просто желание участников похода захватить как можно больше добычи (в том числе и пленных) для собственного обогащения.
Таблица оценки численности угнанных в Золоту Орду пленных (за 1237—1483 годы) приведена ниже.
| Набег № | Год (годы) | Название набега                                   | Оценка войска Орды | Нижняя оценка пленных | Верхняя оценка пленных |
| ------- | ---------- | ------------------------------------------------- | ------------------ | --------------------- | ---------------------- |
| 0       | 1237-38    | Поход Батыя на Северо-Восточную Русь              | 50—150 тысяч       | 40 тысяч              | 90 тысяч               |
| 0       | 1239       | Походы на Оку, Переяславль-Южный, Чернигов        | 10-30 тысяч?       | 10 тысяч?             | 30 тысяч?              |
| 0       | 1240       | Поход Батыя на Киев, Волынь и Галич               | 70-100 тысяч       | 30 тысяч              | 90 тысяч               |
| 1       | 1252       | Неврюева рать                                     | 20-30 тысяч        | 20 тысяч              | 90 тысяч               |
| 2       | 1281       | Набег Ковдыгая и Алчидая на Переяславль           | 20-30 тысяч        | 20 тысяч              | 90 тысяч               |
| 3       | 1282       | Набег Таитамеря и Алыня на Переяславль            | 20-30 тысяч        | 20 тысяч              | 60 тысяч               |
| 4       | 1293       | Дюденева рать + набег Токтемира                   | 30-40 тысяч        | 20 тысяч              | 90 тысяч               |
| 5       | 1315       | Таитемерь, Махрожа и Инды в Ростове и под Торжком | 30-40 тысяч        | 20 тысяч              | 40 тысяч               |
| 5       | 1317       | Поход против Твери Кавгадыя и Юрия                | 10-30 тысяч        | 10 тысяч              | 20 тысяч               |
| 6       | 1327       | Посольство Чолхана — Тверское восстание           | 5-10 тысяч         | 5 тысяч               | 10 тысяч               |
| 7       | 1328       | Федорчукова рать — захват Твери                   | 40-50 тысяч        | 30 тысяч              | 90 тысяч               |
| 8       | 1377-78    | Походы Мамая на Нижний Новгород                   | 20-40 тысяч        | 20 тысяч              | 50 тысяч               |
| 9       | 1382       | Нашествие Тохтамыша на Москву                     | 30-40 тысяч        | 20 тысяч              | 50 тысяч?              |
| 10      | 1391       | Поход Бектута на Вятку                            | 10-20 тысяч        | 10 тысяч              | 10 тысяч?              |
| 11      | 1408       | Поход Едигея на Москву                            | 50-60 тысяч        | 50 тысяч              | 150 тысяч              |
| 12      | 1416       | Поход Едигея на Киев                              | 30-50 тысяч        | 30 тысяч              | 90 тысяч?              |
| 13      | 1429       | Набег на Кострому                                 | 10-20 тысяч        | 10 тысяч              | 30 тысяч               |
| 14      | 1439       | Набег на Москву и Коломну                         | 10-20 тысяч        | 10 тысяч              | 30 тысяч               |

- Итого за время с 1237 года по конец существования (1483 год) Золотой Орды: от 375 до 1100 тысяч пленных.

Оценки в этой таблице очень приблизительные, количество уведенных в плен можно оценить из численности ордынцев в набеге (которое тоже точно не известно). Исходя из возможности контроля пленных легкой конницей на обратном пути в степь можно считать, что во время запланированного набега пленных было не более 3 человека на одного ордынца. Это дает верхний предел. В случае неудач набега (битвы, потери, задержки с осадами городов, эвакуация населения в леса, побеги и т. п.) пленных могло быть меньше.
Но больше пленных, чем проживало на начало набега на этой территории, захватить невозможно. Исходя из данных демографии, в те века плотность населения на Руси составляла около 4—5 человек на 1 квадратный километр. На основании данных М. Н. Тихомирова, крупнейшее из русских княжеств начала XIII века — Владимиро-Суздальское — имело население 0,9—1,2 млн человек (с площадью около 225 тыс. км²). Тогда же на Руси городское население составляло только 6 % от общей численности населения и самый большой по численности город Южной Руси — Киев — обладал населением около 50 тысяч человек (а Киевское и Галицко-Волынское объединённое княжество имело от 1 до 1,6 млн человек). Даже если считать, что набеги охватывали только крупные города и около ¼ сельской территории вышеприведенных княжеств, а в плен попадало не больше половины живущего на этой части населения (то есть одна восьмая доля всего населения княжества), то цифра в 90-100 тысяч пленных не выходит за рамки 1/8 населения из охваченной территории (110 тысяч человек для Северо-Восточной и 125 тысяч для Южной Руси).
Рассмотрим для примера три характерных нашествия — 1252 года, 1281 года и 1293 года.
1252 год. Первый набег на Русь после Батыя. Крупное воинское соединение, так называемая Неврюева рать, во главе с «царевичем» (то есть Чингизидом) Неврюем и двумя темниками появилось под Владимиром (их заметили при переходе через Клязьму). Действия этого войска не ограничились разгромом Переяславля, где пребывал суздальский князь Андрей Ярославович (задачей войска было наказать за неповиновение именно его), а охватили обширную округу, откуда было уведено в Орду множество пленных и скота. [ПСРЛ. СПб., 1851, т. 5, с. 186—187.] Численность Неврюевой рати оценивается в 25-30 тысяч человек. Это косвенно следует из титула Неврюя (царевич) и наличия в его войске двух крыльев, возглавляемых темниками (то есть командирами двух туменов по 10 тысяч войнов)— Елабугой (Олабугой) и Котием.
«рассыпашася по земли, Муром пуст створиша, около Володимеря, около Юрьева, около Суздаля, около Переяславля все пусто створиша и пограбиша люди, мужи и жены, и дети, и младенци, имение то все пограбиша и поведоша в полон… опустошиша и городы, и волости, и села, и погосты, и манастыри, и церкви пограбиша, иконы и кресты честныя… Около Ростова и около Тфери пусто сътвориша и до Торжьку».[ПСРЛ, т. 18, с. 78.] 
1293 год. По просьбе Андрея Александровича на Руси вновь появляются ордынские отряды так называемой Дюденёвой рати, которые возглавлял брат хана Токты — Дюдень (Тудан) — чингизид по крови, что указывает на особые задачи. Поход начался в восточных районах взятием Суздаля и Владимира, движение Дюденевой рати наиболее подробно описано в Симеоновской летописи: поход начинается со взятия Суздаля (возможно, что первой жертвой был Муром). Затем настала очередь Владимира, Юрьева и Переяславля, под которым золотоордынцы провели «много дней, понеже людей несть». Можно предположить, что во время этого вынужденного стояния часть сил направилась к Угличу, разгромив и его, и, возможно, Ростов и Ярославль, так как в источниках говорится о разгроме 14 городов, а перечислены лишь 11 (тремя не названными городами могли быть Серпухов, Клин и Звенигород).
Потом основные силы золотоордынцев направились к Москве. Далее рать разделилась на два отряда: один направился к Коломне, а другой — на Звенигород, Можайск и Волок. По сообщению Симеоновской летописи, в дальнейших планах Дюденя было продвижение к Твери, однако золотоордынцы ограничились взятием Волока. Получив здесь дары от новгородцев, Дюденева рать ушла в Переяславль. Анализ похода позволяет предположить, что с Переяславлем была не просто задержка, а здесь была устроена центральная база войск, откуда не только совершались рейды в окружающие города, но куда свозилась и складывалась вся награбленная добыча, включая и пленных. Это подтверждается и возвращением всей рати Дюденя именно в Переяславль, откуда она уже «поидоша въ свояси». [ПСРЛ, т. 18, с. 82—83.] Количество пленных явно больше, чем в 1252 году, то есть больше 30-90 тысяч человек.
Поход Дюденя не был кратковременным набегом, а представлял собой длительную военную акцию, с охватом значительной территории, с организацией опорной базы, откуда совершались рейды и куда свозилось награбленное и сгонялся полон и скот. Такая же тактическая основа, но в несколько меньшем масштабе прослеживается в действиях Неврюевой рати 1252 года. Зимой того же 1293 г. под Тверью появился новый золотоордынский отряд, возглавляемый Токтемиром, который «велику тягость учини людей, овех посече, а овех в полон поведе». [ПСРЛ, т. 1, стб. 483; т. 18, с. 83.]

### Казанское ханство (1438—1552 годы)
Набеги на Русь со стороны Казани происходили и до становления независимого от Золотой Орды Казанского ханства. Так в 1429 году казанский хан-царевич Махмут Хази с войском разорил и сжег города Лух, Кинешму, Солдогу, Плёс, Кострому и другие.
В 1439 г. Новый хан нового Казанского ханства Улу-Мухаммед занял Нижний Новгород, дошёл до Москвы, сжёг её посады — летописи сообщают о значительных захватах пленных у Москвы и в Коломне. По Мазуринскому летописцу казанскими татарами было уведено в плен 47 тыс. человек (цифра может быть завышена).
В 1445 г. Улу-Мухаммед снова напал на Русь, состоялась мелкая по численности (1000 русских против 3500 татар), но катастрофическая для Московского княжества Битва под Суздалем (1445) — это был полный разгром московского войска и пленение великого князя Василия II Тёмного. Захватив Суздаль, татары через 3 дня двинулись вглубь страны, подступив к Владимиру (город штурмовать не решились). 23 августа казанские царевичи Мамутяка и Якуба вместе с полоном вернулись в Нижний Новгород. 1 октября Василий II вместе с другими пленными был отпущен на родину в обмен на огромный выкуп (по новгородским данным, его размер составлял 200 000 рублей, по псковским — 25 000 рублей) в сопровождении татарского отряда в 500 человек. Кроме того, татарским феодалам были розданы «кормления» — право на поборы с населения Руси. В пределах Московии, в Мещере, в 1452 году было выделено Касимовское ханство(существовало до 1681 года и являлось центром привлечения татар из степи на государеву службу), первым правителем которого стал сын Улу-Мухаммеда царевич Касим.
Было много пленных и при занятии казанскими татарами городов Нижнего Новгорода, Луха и Суздаля, возле Мурома в 1444—1445 годах. Летописи фиксируют военные действия казанских татар против русских до начала 1448 г.
Затем военный конфликт произошёл в 1461—1462 гг.
Потом последовала война 1467—1469 гг. — так называя Первая Казань — Москва пыталась посадить на казанский престол царевича Касима. Следующие 10 лет не было никаких набегов казанских татар.
Затем состоялась Русско-казанская война (1487) — Казань стала вассалом Москвы, но полностью сохранила свою территорию.
Под влиянием ногайской партии Казань перешла к войне в 1505 году — были захвачены русские купцы, затем был поход на Нижний Новгород, который с трудом выдержал осаду. Русско-Казанская война (1505—1507) началась и пошла плохо для Москвы с 1506 года: крупный поход на Казань обернулся полным поражением. Как описано в летописи: «Дмитрея [Ивановича, брати Василия III] же взяша жива на бою, и замучи его царь казанский злогоркими муками. И от тое 100000 осташася 7000 русских вои».
В августе 1521 года силы казанского хана совершили военный поход на нижегородские, муромские, клинские, мещерские и владимирские земли и соединились с войском крымского хана у Коломны. После чего осадили Москву и вынудили Василия III к подписанию унизительного договора — согласно русским летописям, в плен было уведено около восьмисот тысяч человек (в основном в Крым). В 1521 году из одной только волости Толшмы было уведено в плен 6500 человек.
Казань вновь оказалась на вассальном положении после Русско-казанской войны (1530—1531).
Но после 1531 года были отдельные набеги на русские земли и в течение 15 лет не предпринималось ответных русских походов на Казань.
В начале 1537 года казанский хан Сафа-Гирей предпринял большой поход на восточные русские земли, включая Муром и Нижний Новгород.
Далее походы на русские земли продолжались каждый год до 1545 года. Казанские отряды не встречали должного отпора и позже достигли даже таких отдаленных мест как Пермь, Устюг, Галич, Вологда, Кострома, Владимир. В походах 1540 года с ханом Сафа-Гиреем «было 30000 человек». 
«И были тогда беды за многие годы от казанцев и черемисов больше, чем при Батые. Батый единожды Русскую землю прошёл, как молнии стрела. Казанцы же не так губили Русь, никогда из земли русской не выходили: когда с царём своим, когда с воеводами воевали Русь, и посекали, как сады, русских людей. И всем тогда беда и тоска великая в укране живущим от тех варваров, у всех русских людей из очей слёзы текут, как реки…, покидая род и племя отечества своего, бегут во глубину Руси. Многие грады русские разрушены, и травой и быльем заросли села и деревни, многие области опустели от варваров. И продавали русский плен в дальние страны, где вера наша неизвестна и выйти откуда невозможно…».
В 1545—1552 гг. состоялись 5 Казанских походов, увенчавшиеся взятием Казани в 1552 году. В ходе этих походов освобождались тысячи рабов — точно известно об освобождении около 71 тысячи человек, в том числе 8000 человек в ходе взятия Казани.
После 1552 года и до 1556 шла так называемая Казанская война — повстанческое движение с центром в городе Чалым. Но восставшим было уже не до пленных и не до работорговли.
- Итого за время с 1438 года и до взятия Казани в 1552 году: от 120 тысяч пленных, захваченных и уведенных в Казанское ханство.

### Ногайская Орда (1440—1634 годы)
Подробно не рассматривается, так как самостоятельных походов на Русь эта орда не совершала в виду удаленности. Более того, в период с 1489 года (после посещения ногайскими мурзами Мусой и Ямгурчеем в качестве послов Москвы) и до конца правления Ивана Грозного между двумя державами шел интенсивный дипломатический диалог, в котором Москва: либо заключала мир с Ногайской ордой и натравливала её на другие ханства (Крым и Казань), либо требовала заключения мира, угрожая набегами на улусы ногайцев вассальных кассимовских и мещерских татар (именуемых в исторических документах казаками) и иногда даже компенсируя нанесенный ими урон.
Набеги на Русь, в которых участвовали ногайцы, были совместными с Казанским или Крымским ханством (или с обеими ханствами).

### Крымское ханство (1441—1783 годы)
За вторую половину XVI века на Московское государство было совершено сорок восемь набегов крымских татар. Набеги совершались не только ханом, но и крымскими беками и мурзами по собственной инициативе.
Самые опасные и страшные набеги на московские земли происходили в 1516, 1537, 1555, 1570, 1572, 1589, 1593, 1640, 1666, 1667, 1671, 1688 годах. За один набег татары уводили от пяти до пятидесяти тысяч человек. Подробнее смотри здесь Крымско-ногайские набеги на Русь.
Нашествие Мухаммед-Гирея (он же Мехмед I Герай), также именуемое как Татаро-русская война (1521) принесла катастрофический ущерб Русскому государству. Подверглись разорению нижегородские, владимирские, коломенские, каширские, боровские и рязанские земли, сильно пострадали даже окрестности Москвы. По сообщению Острожского летописца, Мехмед I Герай «в Москве больше 300 000 вязнев (пленников) набрал». С. Герберштейн писал о том, что крымский хан «увел с собой из Московии такое огромное количество множество пленников, что оно покажется вряд ли вероятным. Ибо говорят, что число их превосходило 800000; отчасти он продал их туркам в Кафе, отчасти перебил, так как старики и немощные, которых нельзя было продать за дорогую цену и которые непригодны к перенесению труда, отдаются татарами их молодежи, как зайцы щенкам, чтобы они учились на них первым опытам военной службы. Те же, которых продают, вынуждены служить рабами шесть лет, по истечении которых они делаются свободными, но не могут удаляться из страны». Большой «полон» захватили и казанские татары. «Царь казанский Саип-Гирей продал всех уведенных им из Московии пленников татарам на рынке в Астрахани, расположенной недалеко от устья Волги».
C введением в строй засечной черты количество угнанных пленных стало сокращаться. Татары легко делали в засеках проломы и прорывались на защищаемые территории, но засеки работали ловушкой для татар на обратном пути. Засечная черта сковывала движения конницы, мешала растечься, вынуждая возвращаться одними и теми же дорогами, где их и перехватывали собравшиеся русские рати, освобождая пленников .
На территорию Юго-Западной Руси (Речи Посполитой) набеги были ещё более частыми и ужасными по последствиям. Подробнее о них можно прочесть в статье Отношения Великого княжества Литовского с Золотой Ордой и Крымским ханством.
В качестве примера глубоких походов:
1. В марте 1512 года крымский калга-султан Мехмед I Герай устроил поход на Северскую «украину». Вместе с татарами действовали отряды киевского воеводы Андрея Якубовича Немировича и старосты каневского Евстафия Ивановича Дашкевича. Татарско-литовская армия безуспешно осаждала города Чернигов, Новгород-Северский и Стародуб, но затем отступила, захватив большой полон. По польским источникам, татары захватили в плен 60 и даже 100 тысяч человек.
2. Весной 1512 года 60-тысячное крымско-татарское войско под предводительством царевича Али-Аслана напало на южные части Великого княжества Литовского. Вначале татарские «загоны», не встречая сопротивления, опустошили Галицию и Подолию, доходя до Люблина, они захватывали в полон местное население, а стариков и младенцев убивали на месте. Польское шляхетское ополчение смогло разгромить несколько татарских «загонов», а главные силы орды спокойно вернулись в Крым, захватив большое количество пленных (от 50 до 100 тысяч человек).
3. Осенью 1516 года крымский хан Мехмед I Герай организовал новый разорительный поход на южные польско-литовские владения. Крымские татары напали на Подолье, разорили окрестности Каменца, Летичева, Зинькова и Межибожа.

- Итого: от 1.5 до 2 или даже 3 миллионов пленных[24] захвачено в русских и украинских землях за всё время существования Крымского ханства.

Для сравнения — всё податное население, которое учитывалось переписью в пределах Русского государства, насчитывало в 1646 году около 5,9 миллионов человек. По «Смете всяких служилых людей» близкого 1650\51 года общая численность русской армии (не считая боевых холопов и засечной стражи на южных засеках) составляла всего 129 314 человек.

## Организация работорговли — рынки рабов и покупатели

### Золотая Орда
Об организации работорговли в Золотой Орде известно мало. Крупные рынки невольников должны были быть в крупнейших городах Орды: Сарай-Бату и затем Сарай-Берке — продажа рабов вниз по реке Волге на побережье Каспия и на Кавказ, по суше в Среднюю Азию, а также возможно на запад, в порты Чёрного и Азовского морей.

### Астраханское ханство
Аналогично Золотой Орде, и перепродажа рабов на невольничьем рынке в Хаджи-Тархан(в районе, где ныне Астрахань), отправка их далее в Среднюю Азию и на побережье Каспия.

### Ногайское ханство
Подробно не рассматривается, так как самостоятельных походов эта орда не совершала в виду удаленности. Все набеги, в которых участвовали ногайцы, совместно с Казанским или Крымским ханством приводили к захвату пленных, но пленные скорее всего продавались на рынках этих ханств или по пути к Ногайской Орде.

### Крым — Чёрное море — Турция
Ещё до прихода монголов в причерноморские степи работорговлю в Крыму контролировали генуэзцы из своих портов Каффа (Феодосия) в Крыму, Тана (Азов) в устье Дона и Пера на Босфоре.

##### Генуэзский и венецианский период
Генуэзцы оставили многочисленные письменные источники о работорговле — нотариальные акты и массарии (счетные книги). Серия регистров массарий Кафы за 1374—1472 гг. (с перерывами) хранится в Генуэзском государственном архиве. С 1350-х годов и до 1449 года контроль за экспортом рабов из Кафы (вывоз рабов был разрешён лишь через порт Кафы) и за всей работорговлей на Чёрном море осуществляла специальная организация (для удержания работорговли в рамках «христианской морали» по требованию папы римского) — кафинская Оффиция св. Антония (introytus capitum S. Antonii), имевшая свои филиалы или представителей в крупных центрах работорговли. Из документов очевидно, что при помощи Оффиции св. Антония генуэзцы стремились утвердить монополию на работорговлю в районе Чёрного моря, поставив под контроль деятельность венецианских и турецких купцов. Для этого Оффиции св. Антония было поручено проверять все суда, взимать налоги при погрузке рабов на судно, контролировать работорговлю, заботясь о том, чтобы рабы-христиане не экспортировались мусульманскими купцами и не попадали в их руки, не продавались в Египет. Эти запреты были религиозными и исходили от папы римского. В 1434 году генуэзское правительство, отвечая на папские обвинения, утверждало, что предписало перевозить рабов только из Кафы, на генуэзских судах, с досмотром кораблей епископом и клиром Каффы.
- В 1410/11 г. среди 48 патронов, перевозивших рабов, 17 (35,4 %) генуэзцев, 16 греков Южного Причерноморья, 7 греков без обозначения города, 8 мусульман (16,7 %, в том числе 6 — из Синопа).
- В 1441/42 г. среди 34 патронов судов — 8 генуэзцев (23,5 %), 2 венецианца (5,9 %), 11 греков (32,4 %, из них 7 — из городов Южного Причерноморья), 13 мусульман (38,2 %, в том числе 6 из Южного Причерноморья).
- В 1446—1460 годах из 20 патронов — 13 мусульман, что составляет 65 % перевозок, генуэзцев лишь 2, а греков 5.

Количественные ограничения на экспорт рабов были введены статутом Оффиции Газарии 1441 году — к западу от острова Хиос нельзя было увозить более 1 раба на 1 купца. Патроны «круглых» судов (нав, когг) могли перевозить от 30 до 60 рабов в зависимости от категории судна. Организация часто взимала штрафы за раскрытые попытки скрыть вывоз рабов. Поступления от Оффиции св. Антония в те годы были весьма внушительны. В 1381/82 г. это треть доходов бюджета и так не бедного порта Кафы — более 1125 соммов. В 1424 году приход от взимания этого налога составил 133460 аспров (средняя цена раба около 600 аспров), уступив лишь совокупной сумме торговых габелл (800148 аспров) и оставив далеко позади следующую статью прихода — судебные штрафы (17 585 аспров). По сообщениям генуэзского правительства, в 50-х годах XIV века сумма налога «pro capitibus sarracenorum» составляла не менее 2500 соммов.
Постепенно мусульманские города Южного Причерноморья (особенно Синоп), а также остров Самбе становятся главными центрами реэкспорта рабов. На Самос и в Брусу рабы поступали через Синоп, Симиссо, Карпи, Понтираклию, реже — через Перу. В массариях 1446—1460 годах, где наряду с патроном указан и хозяин раба, можно заметить рост мусульманских купцов — на долю патронов-мусульман приходится 65 % перевозок, а из 100 учтённых владельцев 89 — мусульманские купцы (в том числе 23 — из Симиссо/Самсуна, 6 — из Синопа и Кастамона, 2 — из Брусы), 8 работорговцев-генуэзцев, 2 — еврея, этнос одного неизвестен.

##### Турецкий период
Но в конце XV века мусульмане выгнали основных торговцев рабами — генуэзцев и венецианцев. 31 мая 1475 года к Кафе подошла турецкая эскадра и после короткой осады 6 июня 1475 года Кафа пала — жители сдались и их вывезли в Константинополь.
В уже турецком налоговом регистре порта Кефе (Кафы) в 1490 г. за 4 месяца зафиксирован заход в порт 75 судов. Из них лишь 8 греческих, 7 — итальянских, 1 — русское, остальные — турецкие. Из 157 купцов, прибывших на этих судах, было 16 греков, 4 итальянца, 3 еврея, 2 армянина, 1 молдаванин, 1 русский и 130 мусульман.
Торговлю взяли в свои руки оттоманские торговцы, которые часто жаловались на плохое обращение к рабам и большую смертность рабов ещё до покупки и погрузки на их корабли на северных берегах Чёрного моря. Покупка совершалась на рынках рабов в Кафе (Феодосия), Карасубазаре (Белогорск), Бахчисарае и Гезлеве, Мангупе, где рабов сортировали по возрасту, полу, ремеслу. В Чуфут-Кале около Бахчисарая было место содержания богатых и знатных (дорогих) пленных и дипломатов (в случае войны они тоже попадали в плен).
После покупки их отправляли в Истамбул или в другие порты турецкого берега Чёрного моря. В начале XVII века каждую неделю по несколько кораблей с рабами прибывали в Истамбул, где работорговцы, числом около 2000, были организованы в специальную гильдию.
Статистика из таможенной отчетности Стамбула за 1450—1700 годы позволяет оценить общее количество импорта рабов: около 2.5 миллионов человек. За более короткий период, за 1607-17 годы, было захвачено около 100 тысяч человек .
Кроме частных покупателей рабов часто покупало и захватывало само государство — султан Ибрагим в 1646 году приказал крымскому хану совершить срочный набег за невольниками, чтобы укомплектовать каторжниками-гребцами вновь построенные военные суда-галеры — так называемые каторги. Крымский хан после каждого рейда оставлял часть пленников себе, как правило, это составляло от 5 до 10 % захваченных. В 1640‑х гг. хан Ислам‑Герай получал свою долю не живым товаром, а деньгами — 10 золотых монет (8 московских рублей) за человека.

### Казанское ханство
Работорговля (со Средней Азией, Астраханским ханством) играла большую роль в Казанском ханстве. Рабы — в основном пленные, захваченные во время набегов, продавались на невольничьих рынках: Ташаяк Базар в Казани и ярмарка на крупном острове на Волге напротив казанского кремля, впоследствии получившем название Маркиз (в настоящее время, в связи с созданием водохранилища, затоплен), в Болгарах и даже вне ханства в Хаджи-Тархане — на месте современной Астрахани (во второй половине XIV в. разбойничьи ватаги ушкуйников легко могли сбыть живой товар). Целый ряд ремесел в Казанском ханстве также сильно зависел от наличия рабов. 21 мая 1469 г., в ходе кампании под названием Первая Казань, русские ворвались на казанский посад и освободили там много пленников — «что полон был туто на посаде христианской, московской, рязанской, литовской, вяцкой и устюжской и пермьской, и иных городов…».
Судьба пленного в Казанском ханстве могла быть куда более разнообразной, чем в Золотой Орде или Крымском ханстве. О своего рода «карьере предателя» повествует возникшая на рубеже XV—XVI вв. «Повесть о Тимофее Владимирском»:
Рассказ идет о пресвитере Тимофее из Владимира, который, совершив изнасилование пришедшей к нему на исповедь шестнадцатилетней девушки из знатного рода, «из града своего бежа на чуждую страну в поганую землю татарскую, в Казань». Там беглец сменил веру на ислам и поступил на службу к хану. Прослужив 30 лет беглец сумел сделать военную карьеру — часто посылал «его царь с татары своими руския земли воевати» и из этих походов он приводил много пленных. Но со временем он стал часто грустить о Родине и через русского раба, которому он помог бежать, выпросил амнистию у великого князя и митрополита, но не смог перенести радости и скоропостижно умер.

##### Обращение в ислам и перевод рабов в местных крепостных
Захваченных в плен русских пытались обратить в ислам. По Казанскому летописцу владельцы рабов «прелщаху им мужеск пол и женеск в срацынскую веру, принуждаху приятии. Неразумнии же мнози приимаху срацынскую веру их, нужи, страха ради мук, и запродания боящееся». На продажу шли те пленные, которые не «восхотеша веры приятии, и тех, аки скоть, овых толпами, перевязанных, держаща на торгу, продаваху иноземцам поганым». С не желающими сменить веру нередко расправлялись. В одном из писем казанского митрополита Гермогена от 1592 г. имеется рассказ о попытке в 1529 г. насильственного обращения в ислам пленного нижегородца Ивана. После отказа поменять веру он был зарублен татарами. Казанцы опасались держать у себя в плену много русских мужчин, не поменявших веру, из-за угрозы восстаний и побегов.
В Казанском ханстве не проданные иноземцам рабы обычно продавались помещикам (основным видом земельного владения в ханстве был «сююргал» — участок земли, выдававшийся владельцу при условии несения службы и не передававшийся по наследству) для обработки земли. Местные помещики использовали рабов-военнопленных просто сажая их на землю. По истечении 6 лет раб становился свободным, но не имел права покидать территорию государства. Такого бывшего раба могли наделить участком земли, и со временем он превращался в лично зависимого крестьянина типа крепостного. Они могли иметь свой дом и хозяйство, им разрешалось создавать семьи, устранялась надобность в их охране, отпадали расходы на их содержание. Но такие бывшие пленные ни при каких условиях не привлекались к службе в войсках хана и не имели права носить оружие.
Часть бывших полоняников предпочла остаться в Казанском ханстве, что вполне понятно, потому как, проживая долгое время в плену, они забывали свою родину и, привыкнув к местному краю, не имели желания возвратиться «домой», где они, скорее всего, уже все и всех потеряли: «В Свияжском же уезде в татарских и чувашских селех и деревнях живут полоненики с новокрещены и с татары и с чувашею вместе. А пашни свои полоненики пашут не в разделе с татарскими и чувашскими пашнями смесь по полосам…» — все это нередко завершалось их этнической ассимиляцией. Так, уже после присоединения Поволжья митрополит Гермоген (который предпринимал немалые усилия к крещению таких бывших соотечественников обратно в православие) в 1593 г. сетовал на то, что «…многие де русские полоняники и неполоняники живут у татар и у черемисы и у чуваши, и пьют с ними и едят с одного и женятся у них, да многие же де русские люди, сверстные да недоросли живут у немец по слободам и по деревням, добровольно и в деньгах. И те де все люди также хрестьянские веры отпали и превратились у татар в татарскую веру, а у немец в римскую и лютерскую веру…». В писцовых книгах опять же по свидетельствам составителей «писаны земли полонянничные в татарских и в чувашских селах и деревнях, которые полонянники живут с татары и с чувашею вместе».

##### Освобожденные до и при осаде Казани
При возведении на казанский престол московского ставленника Шах-Али в 1551 году с казанскими князьями был заключён договор, по которому им «полону русского ни въ которой имъ неволе не держати, всем дати воля» . Из одной только Казани в первые же дни «отдалъ царь Шигалей бояромъ 2700 человекъ, а иной опосле ялся свобожать». Казанский летописец говорит о численности освобождённых: «в мало более 100000 мужи и жены, отроки и девицы». По Никоновской летописи «полону христианьского вышло з Горной стороны и изъ града ис Казани и ис Казанской стороны 60000» — сведения взяты из финансовой записи, фиксировавшей продуктовое содержание освобожденных пленников: «написано в Свияжьском городе, которым корм государев давали». Если это число освобождённых верное, то оно вполне может составлять до 10 % от всего населения ханства. Но и в октябре 1551 года боярин Иван Иванович Хабаров и дьяк Иван Выродков прибывшие из Москвы сообщали, что «полону казанцы мало освобождают, куют и по ямом полон хоронят». Во время осады Казани в сентябре 1552 года был совершен рейд в Арские земли, из которых «и рускаго плена множество приведе; инии же собою бегаху изо всех казанских улусов в страны руския, яко не брегоми никем же». В самой Казани после её взятия было освобождено ещё 8000 пленников. Итого около 71000 человек освобождено только за 1551-52 годы.
Остатки рабства продолжали беспокоить этот край ещё долго после завоевания Казани — кокшайскому воеводе А. П. Суровцеву в наказной грамоте от 1645 года указано следить за тем, чтобы «кокшайская черемиса русских людей нигде не побивали и не бусурманили и из городов не свозили, не продавали, и во дворех бы себе черемиса однолично русских людей не держали».

## Роль церкви в выкупе пленных
Участие церкви и в выделении, и в сборе денег на выкуп ярко демонстрирует этот отрывок письма от царицы Елены Глинской и от её сына Ивана Васильевича (тогда ещё младенец) к новгородскому митрополиту Макарию о выкупе пленных, датируемый 1535 годом (до введения государственного налога): 
«Приходили в прежния лета татары на государеву Украйну и, грех ради наших, взяли в плен детей боярских, и мужей, и жен, и девиц. И Господь Бог умягчи сердце иноплеменников, а паки возвратили плен вспять, а за то просили государя Великого князя Ивана Васильевича серебра. И князь вел. велел своим боярам сребро дати, елико достоит, а христианския души искупити. И государь князь великий Иван Васильевич и мати его, благочестивая княгиня Елена, повелели своему богомольцу и пастырю Христова стада, владыке Макарию, в ту мзду самому вкупну быти, по обежному счету, а в своей архиепископии, со всех монастырей, собрать 700 рублев московских» (Софийская летопись). 
Иван Грозный в своих грозных вопросах (смотри статью Стоглав) к духовенству в 1551 году четко заявил: «Надобно заняться выкупом пленных из бусурманских рук». Духовенство привлекло к разработке официального ответа царю «проверенных» временем и миром мудрых старцев. Таким был и Иоасаф Умный. К его мнению прислушивались и много лет спустя его опалы и низвержения с поста митрополита в 1542 году. В 1551 г. именно Иоасафу послали «на экспертизу» решения «Стоглавого» церковного собора. В своих замечаниях по тексту Иоасаф предстает весьма странной и прямолинейной личностью. Вопреки мнению собора (!) он прямо требует переложить расходы по выкупу пленных с податных людей на церковь. «А христианам, государь царь, и так твоей много тягли в своих по-датех».
Были и более ранние примеры выкупа пленных именно церковью. Один кузнец попал в плен к татарам, но был выкуплен митрополитом Филиппом (1464—1473) и стал трудиться на митрополичьем дворе.

## Моральный долг государства — выкуп пленных как государственная задача
Выкуп из ордынского плена стал для централизованного Русского царства государевым делом, финансировался «из царевой казны», им ведал Посольский приказ.
В вопросах к Стоглавому собору 1551 года Иван Грозный рассуждал на эту тему следующим образом:

О сем достоит попечение сотворити велие, пленных привозят (татарские купцы) на окуп из орд бояр и боярынь и всяких людей. А иные сами выходят, должни и беспоместны, и здеся окупитися нечим, а никто не окупит. И тех полонеников, мужей и жен, опять возят назад в бесерменство, а и здеся над ними поругаются всякими скверными богомерзкими. Достоит о сем уложити соборне, как тем окуп чинити, а в неверные не отпушати. А которые собою вышли, о тех устрой учинити же по достоянию, елико вместимо, чтобы были в покои и без слез— Стоглав. СОБОР 1551 ГОДА. О ТРИДЕСЯТИ СЕДМИ ЦАРСКИХ ВОПРОСЕХ И О ЦЕРКОВНОМ СТРОЕНИИ. ГЛАВА 5. О полоненикех. Вопрос 10
Исходя из этого Иван Грозный распорядился выкупать всех пленных, которых татары готовы продать.
В Соборном уложении 1649 года моральная сторона этого богоугодного дела подчеркивается особо и отмечается, что при сборе налога никого нельзя забывать, чтобы не лишить этого налогоплательщика милостыни и мзды от Бога:

… чтобы в том денежном зборе никто в и(ы)збылых не был, занеже таковое искупление общая милостыня нарицается, и благочестивому царю и всем православным християном за то великая мзда от Бога будет, якоже рече праведный Енох, не пощадите злата и сребра брата ради, но искупите его, да от Бога сторицею приимете. И пророком рече Бог, не пощади сребра человека ради. Христос же, не токмо сребра, но и душю свою повелевает по братии положити. Больши бо тоя, рече, любве никто же не имать аще кто душю свою положит по братии своей. И того ради Христова слова благочестивым царем и всем православным християном не токмо пленных окупати, но и душю свою за них пологати достойно, да сторичныя мзды во он день сподобятся.
— Соборное уложение 1649 года. ГЛАВА VIII. О ИСКУПЛЕНИИ ПЛЕННЫХ

### Цена выкупа
Каждый пленник оценивался работорговцем индивидуально, в зависимости от его личного состояния и социального положения. В середине XVI века цены на этом рынке колебались от 40 до 600 рублей за человека.
На государственном уровне были определены суммы, которые казна тратила на выкуп пленников, исходя из их социального статуса:
«За плененного дворянина давалось по 20 руб. с каждых ста четвертей его поместной земли,
за московского стрельца — по 40 руб., за украинского стрельца — по 25 руб.,
за пленного крестьянина и боярского человека — по 15 рублей».

## Финансовое обеспечение
Финансовые трудности по сбору денег для выкупа преодолевались несколькими путями.

### «Полоняничные деньги» через посошный налог
В 1551 году был введен особый налог — «полоняничные деньги». Этот налог был возложен на все податное население страны, собирался с каждой «сохи» (единица обложения). Налог действовал до 1679 года.
Предписания на счет налога содержатся в 72 главе «Стоглава» (1551 г.) «Об искуплении пленных». Размер налога менялся в зависимости от того, сколько денег потратила казна на выкуп пленных — взимался «по разводу». При всех способах выкупа, он финансировался напрямую из царской казны, но затрачиваемые ею средства возвращались в виде ежегодной раскладки среди населения: то есть на текущий год этот налог собирался с таким расчетом, чтобы покрыть расходы казны на выкуп в прошлом году — так называемые окладные доходы. Освобождение от этого налога происходило очень редко.
Впоследствии, в 1580-х годах от системы последующей раскладки реально израсходованных на выкуп пленных сумм совершился переход к регулярным платежам (по 2 рубля с сохи).
Соха (единица измерения) это приблизительная площадь земли, распаханной одной сохой (которой пользуется объединение крестьян эквивалентное 10-16 дворам или 10-16 крестьянскими семьям). Такая площадь обычно была равна (для чёрного крестьянства) 400—600 четвертей или 200—300 десятин, что составляет около 219—340 гектар (для плодородных земель меньше, для неплодородных — больше) или 12-28 гектар на семью. Посошный налог (посошное обложение) — государственный земельный налог в Русском государстве XVI—XVII веков, который налагался на посошный люд. В 1679 году система обложения по сохам (посошная) была заменена подворной (по дворам): важнейшие прямые налоги и мелкие сборы были объединены в один налог — стрелецкую подать. Но народ стал записываться многими семьями в один двор, чтобы уменьшить сумму налога на каждого. Поэтому в 1724 году Пётр I ввёл новый налог на отдельного человека, названный подушная подать. Тогда же начата поголовная перепись податного населения и определён налог с души (исключая дворян и лиц духовного сословия) который составил 80, 74 и 70 копеек с человека в первые 3 года.
По свидетельству подьячего Котошихина, «общая сумма денег, предназначенных для выкупа полоненных, доходила до 150 тысяч рублей ежегодно».
Порядок выкупа также закреплен в Соборном уложении 1649 г. царя Алексея Михайловича принятом на Земском соборе 1649 года. В уложении были определены законы о выкупе пленных (VIII глава) и размеры сумм, предназначенных для выкупа, которые зависели от социального положения пленника. Особо подчеркивалось, что налог берется со всех владельцев земель (но разные суммы: от 8 до 2 денег), включая церковные и монастырские вотчины (облагаемые по максимальной ставке) и по новым подворовым спискам, а не по старой посошной системе:

Полоняником на окуп збирати денги ежегод з городов всего Московского государства, с посадских дворов и с ямщиков и со всяких жилецких людей, которые живут в городех на посадех, и с уездных с патриарших и с митрополичих и с архиепископлих и епископлих и с монастырских вотчин, со крестьян и з бобылей з двора по осми денег. А государевых дворцовых сел, и черных волостей и с помещиковых и с вотчинниковых крестьян з двора по четыре денги, а с служилых людей, с стрелцов и с казаков и с пушкарей и з затинщиков и с воротников и с казенных плотников и с кузнецов и со всяких служилых людей, з двора по две денги. А збирати те денги погодно в Посолской приказ, по новым переписным книгам, а не по сошному писму, чтобы в том денежном зборе никто в и(ы)збылых не был,

 Из этого текста очевидно, что минимальный налог взимался со служивых людей, военных, ремесленников, оружейников.
Также к VIII главе («о искуплении пленных», состоит из 7 статей) имеет отношение: VI глава (всего 6 статей) «о проезжих грамотах в и(ы)ные государьства» (то есть о посольской службе) и VII глава («о службе всяких ратных людей Московского государьства», всего 32 статьи).

### Прямые платежи из казны
Во времена Екатерины Великой затраты из казны на выкуп пленных (помимо расходов на мероприятия согласно «Учреждениям по управлению губерний» 1775 г.), поднялись с 540 000 руб. в год в 1781 г. до 1 340 000 руб. в год за 1796 г.

### Частные пожертвования
Пример: Семен Гаврилович Зорич «вступил гусаром» в армию в 1754 году; В 1760 году, будучи вахмистром, он участвовал в Прусской войне и 1 марта был взят пруссаками в плен, где находился около девяти месяцев и был отпущен «на пароль». В первую Турецкую войну Зорич командовал передовыми отрядами и за свою личную храбрость произведен в секунд-майоры. 3 июля того же 1770 года Зорич, получив две раны копьем и одну саблей, был взят турками в плен. Его отвезли в Константинополь, где он был представлен султану как русский генерал — с негодованием отверг предложение султана о переходе на его службу и был помещен в Семибашенный замок, где пробыл 4 года и 3 месяца; потом ещё 8 месяцев в Константинополе.
Разбогатев, он жертвовал суммы на выкуп пленных и помогал освободившимся от плена; по всей вероятности, это особое его попечение об участи пленных объясняется его личным многолетним пребыванием в плену.

## Способы выкупа / размена
Существовало 4 основных способа выкупа пленных и рабов:
Подробные указания на это можно найти в Стоглаве 1551 года, в главе 72 «Об искуплении пленных». Там говорится о трех формах выкупа из плена. Либо пленные «сами откупятся», либо их выкупают «царевы послы в ордах и во Цареграде или Крыму, или Асторохании или в Кафи» (Феодосия), либо выкуп производится из вторых рук, в самой Москве, куда «греки и турчане и армени» или иные «гости» приводят с собой «окупленных» ими из плена «православных крестьян».

### Выкуп рабов купцами и перепродажа на Руси
Иногда русских пленных выкупали восточные купцы, жившие среди татар. Затем они привозили их на Русь и выставляли здесь на продажу. В случае, если никто не покупал пленника, его уводили обратно в степи.

#### Использование посредников
Важную посредническую роль в выкупе пленных играли крымские караимы (часто упоминаются в источниках), которые, пользуясь связью со своими соплеменниками, постоянно живущими в Литве и Польше с 1397-98 годов (смотри статью Караимы Литвы), проводили сложные и опасные операции по выкупу рабов из европейских стран, особенно знатного происхождения. Так в одном из писем визиря по имени Sefer Gazı Aga к польскому канцлеру Празмовскому (Prazmowski) были упомянуты шведские пленные, захваченные в 1661 году и отправленные в Польшу с «моим слугом Дзинали с евреем Арсланом» (‘poszyłam sługe swego Dzinalny z ˙zydem Arsłanem’). Крымские караимы также выкупали евреев (например раввин Moses ben Jakob ha-Goleh (the Exiled) из Киева (1440—1520 гг.) попал в Крым пленником в 1506 году и был выкуплен местной общиной), оказавшихся в плену в ходе набегов татар на украинские и польские земли, но не всех и не всегда.
Подробную информацию о таких операциях оставил польский автор Martinus Broniovius (Марцин Брониевский — Marcin Broniewski) в главе ‘Captivorum apud Tartaros ratio’ своего исторического труда от 1578 года: «Описание Татарии» или ‘Tartariae Descriptio’. Он упомянул, что послы из христианских стран (включая и Северо-Восточную Русь) обычно пытались подкупить евреев или татар (Judaeos vel Tartaros pecunia corruptos), чтобы выкупить христианских пленников — тогда эти подкупленные купцы обычно предлагали им цены за пленников гораздо ниже тех, которые бы им предложили за тех же пленников официальные представители власти Татарского ханства. Вывод автора об особой важности «подкупленных купцов» также подтверждается другими источниками. Так в 1470-х годах с царём Иваном III совершал сделки (без такого посредника они вряд ли были бы возможны) по освобождению пленных знаменитый еврейский (то есть исповедующий иудаизм, а не караимизм) торговец из Кафы по имени Hoca Bikeṣ Gökgöz или Bikeṣ сын Gökgözа (в русских источниках проходит как Хозия Кокос) — он был упомянут в регистре Кафы от 1487 года и являлся одним из наиболее упоминаемых крымских евреев Средневековья. Несмотря на то, что выкупленные им русские купцы (захваченные Сирином бей Мамаком) были очень ему благодарны и даже дали ему деньги, этот торговец пытался получить дополнительную сумму, обманывая царя.

### Выкуп лично родственниками в Орде
Бывало и так, что люди, потерявшие своих близких родственников, сами отправлялись разыскивать и выкупать их. Известно, например, что осенью 1545 года в Крым приехала целая партия (55 человек) «покупателей» из пограничных городов на Оке (Одоева и Белева). Все они искали своих близких, уведенных татарами во время набега на эти земли в декабре 1544 года.
Это самоотверженное предприятие едва не закончилось трагически. Несмотря на протесты московского посла в Крыму, хан Сахыб-Гирей приказал схватить русских и обратить их в рабство. Около двух лет они провели в неволе. Наконец эта история дошла до самого Ивана Грозного. Молодой царь действовал решительно. Вернуть своих можно было лишь обменяв их на чужих. Иван приказал схватить всех находившихся тогда в Москве крымских купцов и сослать их в заволжские леса, в Бежецкий Верх. Имущество арестованных было взято на хранение царскими приставами.

### Посольский приказ и Полоняничный приказ
Посольский приказ, а точнее его отдел под названием Полоняничный приказ, брал из казны деньги на выкуп, производил подсчет затраченных на выкуп сумм, занимался выкупом и обменом русских пленных внутри и с помощь послов и доверенных русских купцов вне страны, а также их доставкой на родину.
Примеры выкупа пленных через посольства:
1. В 1640 г. татары привели в резиденцию московских посланников в Крыму И. Фустова и И. Ломакина несколько недавно захваченных пленных с целью выкупа. Посланники выкупили некоторых из них, в том числе двух крестьян, за которых они заплатили 80 рублей за каждого. За сына боярского И. Жукова татары потребовали выкуп в 500 рублей. Когда посланники отказались заплатить эту сумму, татары начали пытать Жукова. Чтобы спасти его, посланники предложили 180 рублей наличными, а Жуков поклялся доплатить по возвращении домой (предположительно, сами посланники гарантировали уплату).
2. В 1644 г. новые московские посланцы в Крыму заплатили 100 рублей выкупа за пушкаря Е. Прибыткова, который поклялся добавить ещё 600 рублей[81].

Например, в 1556 году затраты Посольского приказа на выкуп пленных составили 14 500 рублей;
в 1644 году траты на эти цели составили 8 500 рублей;
в следующем 1645 году на выкуп потрачено 7 357 рублей.
Эти суммы составили лишь часть татарского дохода от выкупа пленников, поскольку во многих случаях пленники должны были платить татарам сверх правительственных взносов. Общая сумма дохода татар, получаемая со сделок по выкупу и торговли пленниками, должна была достигать в первой половине XVII столетия многих миллионов рублей.
Москва старалась предотвратить набеги дипломатическими путями, в частности, преподнося крымскому хану и вельможам значительные подарки (поминки), что почти становилось постоянной данью. Каждое посольство к хану (обычно каждые два года посылали двух человек) везло дорогие подарки. В период с 1613 г. по 1650 г. общая сумма таких подарков составляла от 7000 до 25000 рублей в зависимости от политической ситуации — всего с 1613 по 1650 год (только в 1619, 1644 и 1645 подарки не дарились) равны 363970 рублям.
Также Московский Посольский приказ должен был обеспечивать татарских посланников в Москве продовольствием и давать им подарки. В XVII веке новые московские посланники обычно ехали в Крым в то же время, когда крымские приезжали в Москву. Обмен послами происходил в Валуйках. Согласно установившемуся обычаю, татары, сопровождавшие своих посланников в Валуйки, получали от московского правительства подарки и продукты. Средние расходы каждый раз составляли около 1500 рублей. Сюда надо добавить расходы московского Посольского приказа на жалованье и экипировку собственных посланников в Крым, на обслуживающий персонал, на военный эскорт и на транспортные расходы.
Полные расходы на осуществление дипломатических отношений с Крымом в первой половине XVII столетия:
1. Подарки (поминки) — 37 400 рублей.
2. Платежи при обмене посланниками — 45 000 рублей.
3. Содержание крымских посланников в Москве — 265 000 рублей.
4. Расходы московских посольств в Крыму — 224 000 рублей.
5. Всего: 908 000 рублей[81]

### Разменные пункты
Позже когда «Выкупные операции» получили довольно широкое распространение на границе между Московским государством Крымским ханством устанавливались специальные «разменные пункты». Они находились на Дону, в Белгороде и в ряде других пограничных мест. В Крымском ханстве даже была специальная должность — «разменный бей». Выкуп пленников у татар производился в различной форме: иногда сам пленник вступал в переговоры со своим владельцем, договаривался о выкупной цене и, после получения с родины денег, при посредничестве купцов, освобождался, иногда родные совершали поездки в Крым или давали поручения купцам, которые разыскивали пленника и выкупали его.
Представители Крымского ханства отказывались выменивать русских пленников на татарских по принципу масса на массу, что регулярно предлагал московский царь. «Если иногда крымские ханы готовы были стать на государственную точку зрения относительно пленных, то есть опустить их без выкупа или в обмен на своих пленных, то подданные их сопротивлялись им, говорили, что для них нет прибыли в размене».

### Учёт обстоятельств пленения
Во-вторых, при рассмотрении вопроса о выкупе за казенный счет тех или иных пленников принимались во внимание обстоятельства их пленения. Царь запрещал платить за тех, кто оказался в плену по собственной беспечности. К ним относились, например, сельские жители, которые, будучи предупреждены о возможном набеге татар, не пожелали укрыться в стенах ближайшего города.
При выкупе попавших в плен воинов предварительно старались узнать, не был ли он трусом или перебежчиком.

### Учёт верности вере
Важную роль также играл вопрос веры: выкупу подлежали только православные, которые не изменили своей вере в плену/рабстве, не приняли чужую веру. Зачастую переход в ислам способствовал не только облегчению участи раба, но формальному и реальному освобождению хозяевами.

### Внутренние преступления, связанные с продажей в рабство и выкупом из него
Большие деньги, гулявшие на «рынке пленных», привлекали сюда разного рода жуликов и негодяев. Первые, сговорившись со знакомыми татарами, устраивали фиктивное «пленение» людей. Получив выкуп за мнимых «пленников», мошенники делили его между собой. Вторые действовали куда более жестоко. Они похищали людей для продажи их в рабство. Конечной целью похитителя («головного татя») была продажа своей жертвы за пределы страны — главным образом крымским или казанским татарам.
В своем знаменитом Судебнике 1497 года Иван III устанавливает наказание для похитителей людей — смертную казнь.
Финские авторы утверждают, что Новгород Великий был центром работорговли в этом регионе, и жители Новгорода (возможно ушкуйники) устраивали набеги на Карелию с явной целью похищения экзотических финских детей, которые были настолько ценны, что по оценке Юкки Корпела, их число не превышало полдюжины в год и цена, запрашиваемая за них, была огромной — девочка, купленная за 5 алтынов в Карелии, могла быть продана за 6666 алтынов, не успев доехать до Крыма. Такая цена была равна 200 рублям или 250 овцам, что почти в пять раз превышало обычную стоимость крымского раба. Якобы после вступления Астраханского ханства в растущее Русское царство сыну бывшего хана было разрешено возглавить две вылазки в Карелию через русские земли (в 1555 и 1577 гг.). Тем временем Шах Аббас из Персии направил делегацию на поиски финских рабов, в результате им удалось приобрести три финских девушки в Москве и более 30 в Казани.
Несмотря на то, что жители большинства южных регионов Финляндии были обращены в христианство в средних веках, огромная часть населения оставалась языческой. Это представляло выгоду для работорговцев, поскольку пленные из этих мест никак не были защищены церковью, и их могли купить как христианские, так и мусульманские рабовладельцы. Аналогичный подход применялся и к другим аборигенам-язычникам с севера и с Урала — так захваченный в рабство остяк или вогул (хант или манси) покупался у ушкуйников по цене не более 10 новгородских копеек, что составляло чуть менее 10 граммов серебра.

## Дальнейшая судьба выкупленных из плена
По Судебнику Ивана III (также именуемый Судебником 1497 года) холоп, бежавший из ордынского плена, становился свободным человеком. Такая перспектива поощряла «текучесть» русских пленников, поэтому цена их на невольничьих рынках была ниже, чем у рабов из других земель.
По возвращении на Русь бывший пленный обретал свободу лишь после того, как возвращал своему благодетелю цену выкупа. В противном случае он оставался его холопом. Это порождало злоупотребления особенно в связи с взысканием не только выкупа, но и процентов по нему.
К примеру в завещании митрополита Алексея (умершего в феврале 1378 года), написанном не позднее 1377 (датировка: Тихомиров М. Н. Средневековая Москва, с. 290—291; Смирнов И. И. Заметки, 3, с. 153.), упоминаются холопы-должники, попавшие в кабалу Чудова монастыря (основан в 1365 году Алексием) за «серебрецо».

А все те села даю с серебром и с половники и с третники и с животиною. А что моя челядь в селах, а на них серебрецо, и не похотят служити, и кто куда похочет, и тем воля, отдав серебрецо, в кто рост дает, тем воля же
— Духовная грамота митрополита Алексея
Вероятно, что под словами «половники» и «третники» Алексий подразумевает крестьян, платящих натуральную ренту в виде «трети» или «половины» урожая (Черепнин Л. В. Русь, спорные вопросы, с. 236—238.). Но есть также версия, что в данном тексте под словом «половники» упомянуты рабы, выкупленные Чудовым монастырем в Золотой Орде и работающие на монастырь за свой выкуп. Если слово «половники» означает именно это, то приходится констатировать, что монастырь брал с выкупленных рабов проценты даже по такому милосердному поводу, как выкуп из басурманского плена. Митрополит вроде и не исключает возможности дать им волю при условии возврата долга, но и про «рост» он тоже не забывает упомянуть.
В других письменных источниках подобные выкупленные в Орде рабы и выкуп за них называются:
- «окупленные люди» — жалованные грамоты 1430—1480-х гг. содержат формулу об освобождении на определённый срок от пошлин монастырских «окупленных людях» из Кирилло-Белозерского монастыря, который выкупал захваченных Ордой людей (АСЭИ. т. I. М., 1952, № 128, 140, 171, 245; т. II, № 66, 67, 74, 158, 156, 164, 218, 222, 265, 322, 391, 397 , 437; т. III, № 77, 96; АФЗХ, ч. 1, М., 1951, № 252.)
- «купленные полные» (полонные) — одна из жалованных грамот, данная в Галиче в 1477 г., говорит о не взимании пошлин с людей «купленных полных» (АФЗХ, ч. I, № 252.).
- «головное серебро» — в двух актах конца 1420-х — начала 1430-х гг. упомянуто «головное серебро», возможно этот термин связан с речевой формулой «выдать головой до искупа» ([92] Деревенские служилые кабалы Спасо-Прилуцкого монастыря. Панеях В. М. — Проблемы источниковедения, вып. V, М., 1956, с. 229.).

## Окончание государственной программы выкупа из плена
Последний набег крымских татар состоялся в январе 1769 и был в основном направлен на уникальное национально-территориальное образование в Российской империи — на Новую Сербию, где жили выходцы из захваченной Османской империей Сербии, которым российская власть дала земли в Диком поле.
Князь Долгоруков ответным походом (в ходе первого сражения у Перекопской крепости 14 июня 1771 года российское войско вошло в Крым) вынудил крымского хана Селима бежать в Турцию в 1771 году. На его место был посажен хан Сахиб II Гирей, подписавший договор, по которому Крым объявлялся независимым ханством под покровительством России. Освободив более десяти тысяч русских пленников в ходе этого крымского похода, армия Долгорукова покинула полуостров.
С этого момента набегов со стороны Крыма больше не было и государственная программа выкупа пленных была свернута.

## Аналоги государственной программы выкупа пленных в других странах
- В Делийском султанате и в Могольской Индии существовали специальные правительственные ведомства — диваны, которые вели особые книги, содержащие статистические данные. Так, финансовое ведомство контролировало учёт и сбор поступлений в государственную казну: налогов, пошлин, выкупных сумм за военнопленных, податей с покоренного населения[96]. Эти упоминания свидетельствует о том, что в тех странах выкуп военнопленных был строго государственным делом.
- У евреев выкуп пленных-единоверцев считался почетным религиозным долгом общины. Хотя этот обычай трудно назвать государственной программой, но в отсутствие самого государства это ближайший аналог государственного участия в выкупе пленных. Так, еврейская община Александрии взыскивала со своих богатых членов особый налог для выкупа пленных, а также собирала на это средства в других общинах[97].

В средневековой Европе выкупом захваченных (мусульманами Иберии и магрибскими пиратами) европейцев из рабства занимались несколько религиозных орденов.
- Самым старым из них был орден Святой Троицы (основан в 1198 году) — его члены, известные как тринитарии, собирали милостыню в Испании и Франции для выкупа христианских пленников из мусульманского плена. Всего за 437 лет (с 1258 до 1696 года) они выкупили из мусульманского плена 30732 невольника (в том числе и испанского писателя Сервантеса).
- Тем же занимались и монахи мерседиарии из ордена Благодарения, основанного святым Пьером Ноласким в 1218 (он дал обет содействовать освобождению пленных христиан, и если потребуется, предложить самого себя для выкупа). С момента создания ордена и до смерти Петра Ноласко в 1256 году мерседарии выкупили из плена около 4300 человек[99]. Всего же за время существования ордена они освободили более 70 тысяч пленников[100].
- Их примеру последовали орден доминиканцев и орден францисканцев[101]. Среди наиболее активных францисканцев был Франциск Визидоми (ум. 1573 г.), который на собранные пожертвования выкупил более семи тысяч узников. Этой деятельностью занимался также Франтишек Зивано, в 1605 году в Алжире он принял мученическую смерть[102].
- В 1650 году к другим религиозным орденам присоединилась Марсельская миссия Святого Лазаря во главе с отцом Венсаном, занимавшим должность главного священника королевских галер. Этот факт можно рассматривать как государственную поддержку Францией религиозной миссии по выкупу пленных и рабов.

Когда набиралась необходимая сумма, представители этих орденов снаряжали экспедицию и отправлялись в Северную Африку для выкупа пленных. Выкупались те рабы, которые остались католиками, не поддавшись соблазну обратиться в ислам. Протестантам эти ордена практически никогда не помогали. При выполнении этих экспедиций католические монахи рисковали своими жизнями (ничто не мешало пиратам захватить и монахов и деньги). Кроме выкупа пленников монахи занимались строительством больниц для рабов-христиан в Алжире, Тунисе, Тетуане и Сале. В качестве особой милости им разрешалось отправлять службы для рабов, сохранивших преданность своей христианской вере.
- В протестантской Англии завидовали католической системе выкупа из плена, и к 1624 году парламент Англии в первый раз собрал 3000 фунтов на это благое дело. Позже деньги собирали протестантские приходы и отдавали в Адмиралтейство, которое брало 1 % за свои услуги по выкупу из плена и перевозке освобожденных домой. В 1646 году средний размер выкупа за английского моряка достигал 38-40 фунтов (внушительная сумма — гораздо выше годовой зарплаты моряка)[103]. В ходе нескольких карательных экспедиций с 1816 года, англичане смогли полностью освободить своих пленных в Северной Африке только к 1824—1829 годам[104].
- В 1624 году в Гамбурге открыли так называемую «кассу рабов» — кассу страхования. Все моряки, нанимаясь на корабль, платили взнос (в зависимости от ранга морехода и района плавания). Эти взносы использовали для выкупа из плена, а контролировать траты адмиралтейство города поручило «отцу рабов» (из числа бывших пленников). С 1700 по 1760 год число выкупленных рабов удвоилось, но результат был омрачен тем, что возросла и сумма выкупа — если в XVII веке платили по 200 талеров за каждого пленника, то к XVIII веку сумма увеличивается втрое.
- В 1796 году новая морская держава получила аналогичную проблему — в США тратили на выкуп своих граждан из алжирских тюрем (и на право навигации по Средиземному морю) шестую часть государственного бюджета! С Алжиром переговоры о мире велись велись с 1792 по 1796, всего было потрачено $642 500 наличными, плюс ежегодный налог подарки и выкупы (около $3000 за человека[105]) — в сумме $992 463.25, при бюджете США всего в 5.7 млн долларов. Отказ платить очередную четверть миллиона долларов в 1801 году вызвал Первую берберийскую войну. США окончательно перестали платить дань только в 1815 году, после успешного завершения Второй Берберийской войны, однако ряд других государств продолжали платить дань магрибским пиратам вплоть до 1830 года, когда началось французское завоевание Алжира[106][107].

## Историческое значение государственной системы выкупа пленных
Значение государственной программы выкупа пленных в истории России велико и имеет много аспектов.
Помимо чисто гуманитарного аспекта — спасать своих по крови и вере — у этой миссии государства есть и другие:
- Военный аспект — возврат пленных солдат в родное государство, а во многих случаях и в армию тоже. В некотором роде такие расходы государства на выкуп (прежде всего своих попавших в плен военных людей) можно рассматривать как средневековый прообраз централизованного страхования военнослужащих[108], что позже имело место даже у флибустьеров Карибского моря (у них были выплаты пострадавшим в боях[109]).
- Присутствует и идеологический аспект — демонстрация патернализма власти и четкое противопоставление русского государства другим государствам-противникам, которые такой государственной программы выкупа пленных не имели.
- Одним из основных аспектов является демографический — подробно описан американским историком Ричардом Пайпсом[110] в 1974—1981 годах. Северо-Восточная Русь после монгольского нашествия: «запертая» в лесном поясе между 50о и 60о северной широты с бедными почвами и суровым континентальным климатом, допускавшем максимум до пяти с половиной месяцев в году (с середины апреля до конца сентября) хозяйственного периода — такая страна была обречена собирать основной продукт (зерно) с коэффициентом урожайности (отношение высеянного весной зерна к собранному осенью урожаю) около 1:3 («сам-третей») или, в лучшем случае, 1:4 («сам-четверт») — это минимальная урожайность, при которой имеет смысл заниматься хлебопашеством. Этого хватает, чтобы прокормить население (если не случилось неурожая). Но этого не хватает на содержание профессиональной армии, не дает возможности развиваться городам (там не сеют хлеб), не позволяет развить разделение труда и ремесла, транспорт, промышленность, торговлю и тому подобное. Кроме того в стране минимум залежей металла, иногда до 97 % годовых затрат государства по импорту уходит на закупку металла, доспехов и оружия. В такой ситуации у власти страны (кроме расширения пушного промысла на севере) остается только один реальный выход из исторического тупика — любой ценой развиваться на юг, отвоевывать у кочевников плодородные степные земли и поймы рек, заселять их своим хлебопашеским населением, строить новые крепости и города, прикрывать берега рек и засечные черты своими полупрофессиональными войсками, которые должны с каждым новыми шагом в степь увеличиваться в числе и в мобильности. Все эти шаги требуют демографического прироста населения, причем населения лояльного к власти и непримиримого в борьбе с кочевниками. Одним из способов пополнения именно такого населения (или скорее компенсации его убыли) и являлась государственная программа выкупа пленных соотечественников из Орды.